# Mihai Bravu, Giurgiu
Mihai Bravu là một xã thuộc hạt Giurgiu, România. Dân số thời điểm năm 2002 là 2761 người.